# Селзам, Говард
Говард Селзам (англ.  Howard Brillinger Selsam) (28 июня 1903 года, Гаррисберг, Пенсильвания — 7 сентября 1970 года, Нью-Йорк) — американский философ-марксист.

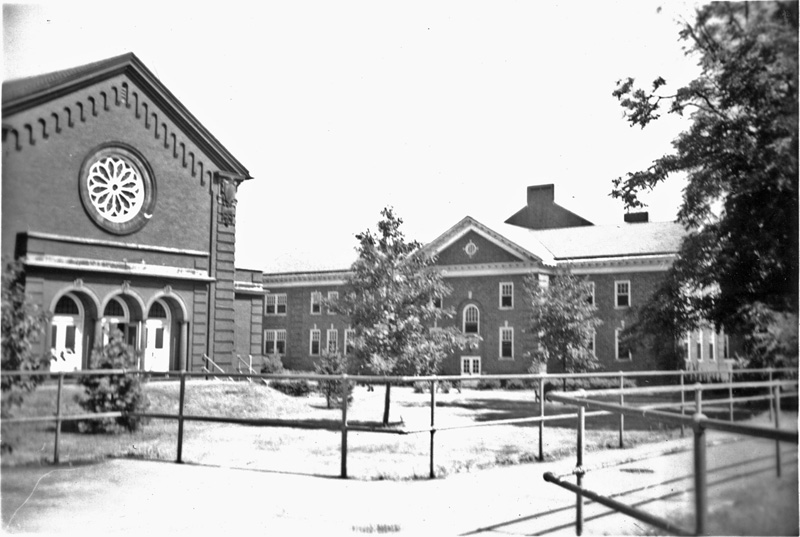
Гаррисберг, штат Пенсильвания

## Биография
Родился 28 июня 1903 года в Гаррисберге — в столице штата Пенсильвания . Он был сыном бакалейщика Джона Т. Селзама и Флоры Эмиг Селзам.
Начальное образование Селзам получил государственных школах Гаррисберга. В 1924 году получил степень бакалавра в Колледже Франклина и Маршалла в Ланкастере в Пенсильвании.

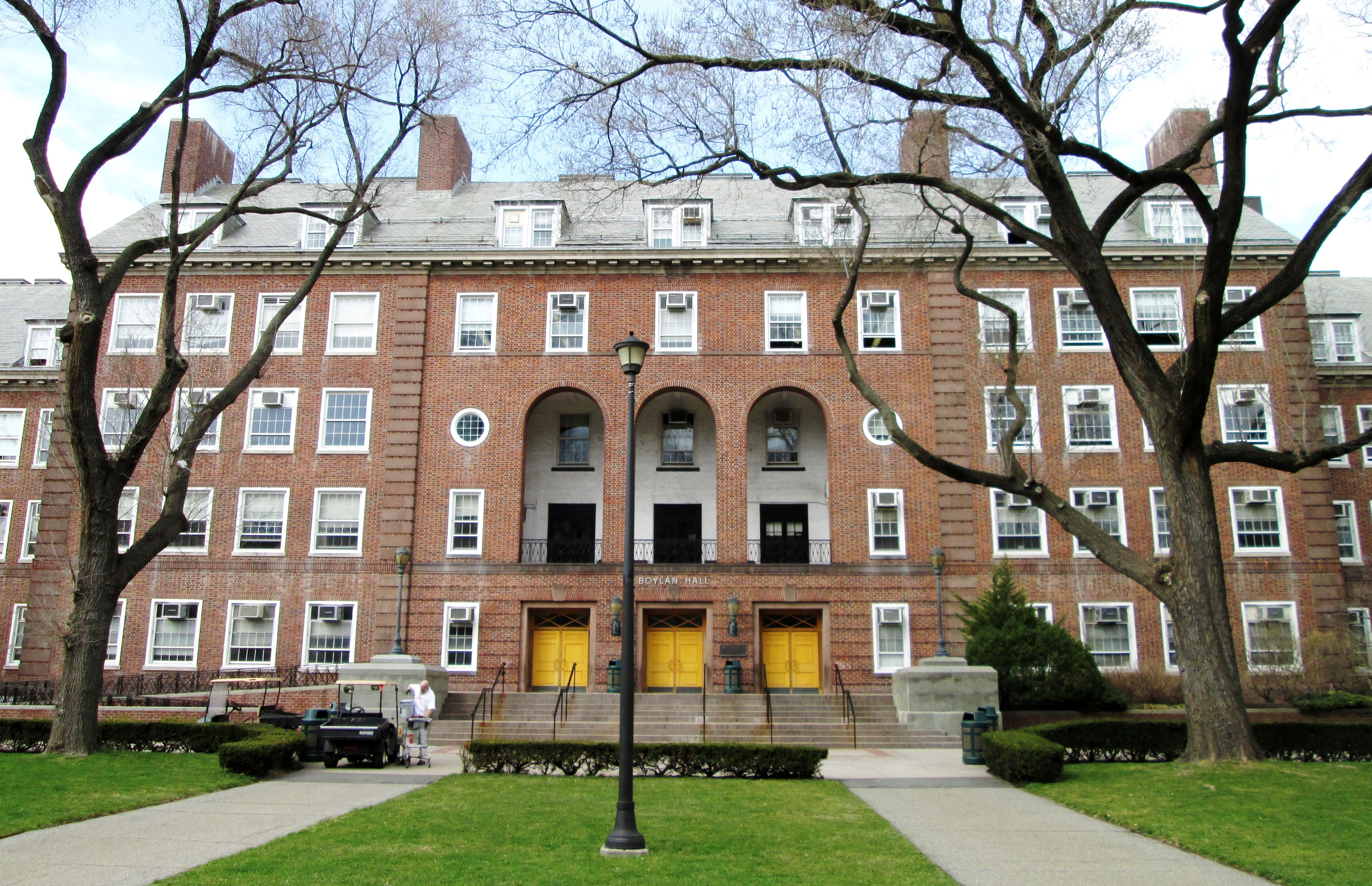
Бруклинский колледж. Нью-Йорк

В 1924—1927 годы Селзам преподавал в Американском университете Бейрута. Позже он окончил аспирантуру по философии в Колумбийском университете. В 1928 году в том же университете получил степень магистра и в 1931 году — докторскую степень. Магистерская диссертация Селзама была посвящена учению барона д’Гольбаха, и его диссертация на соискание учёной степени доктора философии — деятельности английского философа-гегельянца Томаса Хилла Грина.
После получения докторской степени 1931 году Селзам работал инструктором, а затем до 1941 года доцентом в Бруклинском колледже. В работе «Что такое философия?» (1938) Г. Селзам подверг резкой критике философский идеализм и раскрыл его классовую сущность, одновременно стремясь показать научный характер диалектического материализма, его связь с общим прогрессом научного знания в XX в.
Селзам принимал активное участие в антивоенных мероприятиях в университетском городке и в коммунистическом движении. Участие Селзама в деятельности Коммунистической партии США нашло отражение в одной газетной статье, однако он был осторожен, не навязывал свои политические убеждения студентам. Тем не менее Селзам публиковал статьи в левых периодических изданиях, таких как «Новые массы», под псевдонимом «Пол Солтер»."
Политическая деятельность Селзама и других преподавателей Бруклинского колледжа привлекла внимание комитета правительственного расследования. Селзам и некоторые другие преподаватели позже потеряли свои преподавательские должности из-за расследования Комитетом Раппа-Кудерта участия коммунистов в государственной системе образования в штате Нью-Йорк. Селзам отказался давать показания на слушаниях. Его отставка была неизбежной.

### Коммунистические школы
Приблизительно в 1941 году Говард Селзам стал одним из основателей Школы демократии, учебного заведения, расположенного по адресу 13 Astor Place в Нью-Йорке и связанного с Коммунистической партией США. 

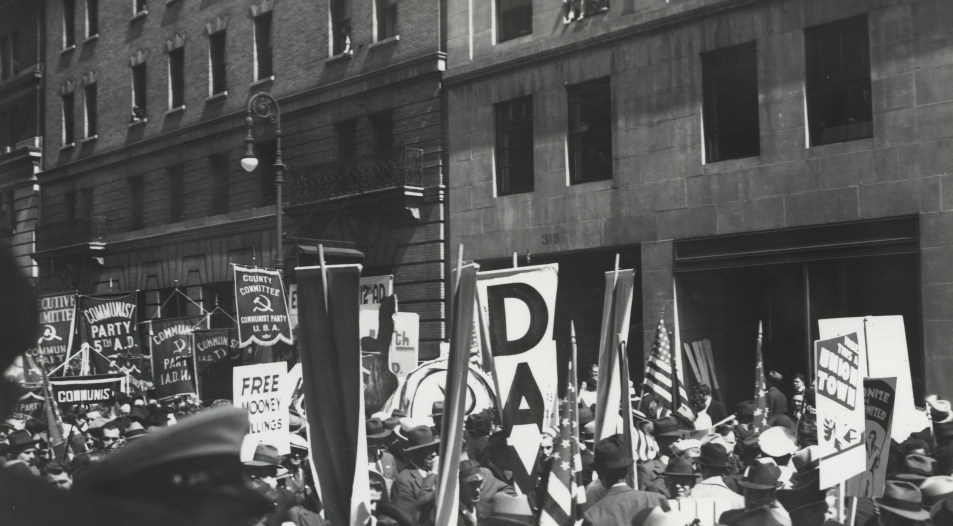
Первомайский парад в Нью-Йорке, организованный компартией США

В 1944—1956 годы Селзам был директором в Школе социальных наук Джефферсона — «марксистском учебном заведении для взрослых», где преподавателями являлись «левые учёные, уволенные из Городского университета Нью-Йорка». Поток студентов в школу Джефферсона был постоянным. Даже в те дни, когда сенатор Джозеф Маккарти проводил широко разрекламированные расследования коммунистической подрывной деятельности, в школу Джефферсона каждый семестр принимали по 5000 студентов. Тем не менее, школу критиковали, утверждая, что ученики просто получают догматические наставления. Например, в школу поступил профессор экономики Ратгерского университета Александр Балинки. Балинки написал статью в газету о том, что в школе студентов подвергают политической обработке.
В начале декабря 1947 года, когда появилось сообщение о том, что Школа социальных наук Джефферсона оказалась в Списке подрывных организаций генерального прокурора (AGLOSO), Селзам сказал в интервью газете «New York Times» :
В школе Джефферсона нет ничего подрывного. Его организация и обучение открыты и честны. Его цели и задачи четко определены в бюллетене курсов и других выпускаемых материалах. Если школа является подрывной, то любое преподавание социальных наук, которое отличается от убеждений Дж. Эдгара Гувера (руководителя Федерального бюро расследований), должно считаться подрывным.
Из-за напряженности, вызванной холодной войной, антикоммунизмом и маккартизмом, школа Джефферсона была предметом слушаний в Конгрессе, а Селзам и другие несколько раз получали вызовы для дачи показаний. Например, Селзам в лице Джозефа Форера давал показания перед Подкомитетом по внутренней безопасности Сената США 8 апреля 1953 года и во время своих показаний он часто ссылался на Пятую поправку.
Селзам и другие школьные администраторы отрицали, что школа была коммунистическим фронтом, и боролись против того, чтобы она была официально помечена. Внешнее политическое давление на школу, сокращение набора студентов, публикация на Западе «секретного доклада» Никиты Хрущёва о преступлениях и политических репрессиях в Советском Союзе при Сталине — все эти факторы в конечном итоге в 1956 году вынудили администрацию закрыть школу.

### Свидетельство SISS
8 апреля 1953 года, представленный поверенным Джозефом Форером, Селзам обвинил комитет так же, как он обвинял его. Он обвинил комитеты Конгресса в создании «атмосферы репрессий и террора». «Каждый свидетель … прекрасно знает значение стука вашего доставщика в суд <…> увольнения с работы».

### Речь Хрущёва
«Секретный доклад» Хрущёва на XX съезде КПСС и его последствия вызвали значительные потрясения в коммунистической партии США. Селзам и другие члены факультета школы Джефферсона сообщили о своём выходе из партии в совместном письме, опубликованном в 6 мая 1956 года в газете левой направленности «Daily Worker».

## Дальнейшая деятельность
После закрытия Школы социальных наук Джефферсона Селзам большую часть своего времени уделял чтению лекций и написанию статей. Он написал ряд книг на марксистские темы для международных издательств. Многие из этих книг были переизданы в Канаде, Англии и Индии. Кроме того, книги Селзама были переведены на множество языков, включая испанский, арабский, польский, русский, немецкий, венгерский и японский.
Помимо написания книг, Селзам писал статьи и обзоры для периодических изданий, включая «Новые массы» и « Марксизм сегодня» . Он работал в тесном сотрудничестве со своей женой Миллисент. Она была ботаником и учителем средней школы, автором научных книг для молодежи.
Селзам был членом редколлегии марксистского журнала «Science & Society». Кроме того он был основателем Американского института марксистских исследований.
Селзам переписывался с видными интеллектуалами и писателями, в том числе с историком и активистом движения за гражданские права
Уильямом Дюбуа
Жена Селзама — Миллисент была учителем средней школы. Их сын — Роберт Селзам.
В последние годы жизни Селзам страдал от болезни сердца. Он умер 7 сентября 1970 года в Нью-Йорке.

## Избранная библиография
- Selsam, Howard. 1930. T.H. Green: critic of empiricism. New York: [s.n.].
- Selsam, Howard. 1935. Spinoza: art and the geometric order. New York: Columbia University Press.
- Selsam, Howard. 1943. Socialism and Ethics. New York: International Publishers.
- Rozentalʹ, M. M., P. I︠U︡din, and Howard Selsam. 1949. Handbook of Philosophy. New York: International Publishers.
- Selsam, Howard. 1953. The Negro people in the United States: facts for all Americans. New York: Jefferson School of Social Science.
- Selsam, Howard. 1957. Philosophy in Revolution. New York: International Publishers.
- Selsam, Howard, and Harry Martel. 1963. Reader in Marxist philosophy: from the writings of Marx, Engels, and Lenin. New York: International Publishers.
- Selsam, Howard. 1962. What is Philosophy? A Marxist Introduction. New York: International Publishers.
- Selsam, Howard. 1965. Ethics and Progress: New Values in a Revolutionary World. New York: International Publishers.
- Selsam, Howard, David Goldway, Harry Martel. 1970. Dynamics of Social Change: A Reader in Marxist Social Science, from the Writings of Marx, Engels and Lenin. New York: International Publishers.

### Переводы на русский
- Селзам, Говард. Марксизм и мораль / Пер. с англ. О. Г. Дробницкого и Т. А. Кузьминой; Предисл. и общая ред. канд. философ. наук В. А. Карпушина. — Москва: Издательство иностранной литературы, 1962. — 286 с.
- Селзам, Говард. Философия в революции: пер. с англ. / общ. ред. и вступ. статья д-ра философ. наук проф. В. И. Мальцева. — Москва: Издательство иностранной литературы, 1963. — 197 с.